# Classic Revival ID 427 Kobra
De Classic Revival ID 427 Kobra is een sportwagen van de Australische sportwagenfabrikant Classic Revival, gebaseerd op de AC Cobra. De enige leverbare versie is de V8.
Als - technische - basis voor de ID 427 dienden producten van Jaguar en Ford.

## Versies

### V8
| Classic Revival ID 427 Kobra V8 Technische specificaties |                                  |
| koetswerk                                                | tweedeurs sportwagen             |
| plaatsen                                                 | 2                                |
| motor                                                    | V8 van Ford; 5.7, 5.0 of minder  |
| cilinderinhoud                                           | minder dan 5000, 5000 en 5700 cc |
| versnellingen                                            | 4                                |
| brandstof                                                | benzine, cilinderinjectie        |
| remmen voor                                              | schijven                         |
| remmen achter                                            | schijven                         |
| stuur                                                    | hydraulisch                      |
| tank                                                     | 65 liter                         |

250 GTO · ID 427 Kobra